# Gelis speciosus
Gelis speciosus là một loài tò vò trong họ Ichneumonidae.